# Wingdings
Wingdings è un font TrueType dingbat presente in Microsoft Windows e applicativi Microsoft. È stato creato nel 1990 da Charles Bigelow e Kris Holmes per la Microsoft. Originalmente sviluppati nel 1990 per la Microsoft combinando caratteri dalle icone frecce e stelle del font Lucida. In alcune versioni del copyright il font presenta attribuzioni a Type Solutions Inc, sviluppatore dello strumento che permetteva l'uso dei font stessi nel testo.
Nessun carattere è stato codificato nel sistema Unicode al tempo, approvando comunque certi simboli da Wingdings e Webdings nella sua versione Unicode 7.0.

## Versioni

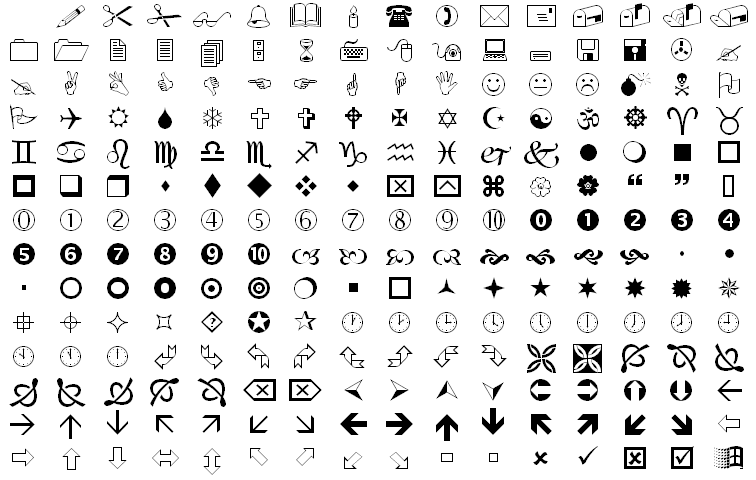
Wingdings 1, la prima variante del font

Wingdings ha avuto diverse varianti che hanno aggiunto nel tempo simboli portandosi avanti con le versioni di Windows e dei programmi Microsoft.
La prima variante conteneva molte forme e simboli riconoscibili, come la stella di David, i segni zodiacali, frecce e vari gesti.
Questo font venne registrato da U.S. Design Patent D341848 nel 1993. Il brevetto è scaduto nel 2005 in molte nazioni.
La seconda variante del font contiene 16 forme di indici, valori alfanumerici chiusi ed altre forme geometriche e simboli.
La terza variante è completamente composta da frecce e simboli che troviamo anche nello standard ISO/IEC 9995-7.

## Caratteristiche e design
Il font, contrariamente ai caratteri speciali inseriti nella codifica ASCII (alcuni presenti anche nel font), sostituisce le varie lettere con i simboli, facendo sì che ogni lettera corrisponda ad un simbolo (una freccia, come un gesto oppure un segno).

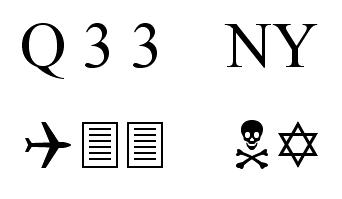
"Q33 NY" in Wingdings

Questa sua caratteristica è stata base della controversia NYC e Q33 NY.

NYC sostituiti con i caratteri di Wingdings

La prima, scoperta pochi giorni dopo il rilascio di Windows 3.1, vedeva i caratteri "NYC" sostituiti da un teschio, la stella di David ed un pollice in su. Questo costò l'accusa di antisemitismo verso la ampia comunità ebraica presente a New York.
La seconda riguardava l'attentato dell'11 settembre. Secondo una bufala che cominciò a girare online, scrivendo Q33 (che si supponeva fosse il nome del volo) NY si otteneva la sequenza di un aereo rivolto verso due fogli di carta rettangolari (che potevano essere interpretati come dei grattacieli), seguito da un teschio e dalla stella di David; in realtà i voli che colpirono le torri avevano come codici 11 e 175, mentre Q33 non c'entrava nulla, essendo solo il codice da scrivere per ottenere il simbolo dell'aereo contro i due fogli di carta, interpretabili come le Torri Gemelle.
Microsoft smentì l'accusa di antisemitismo dichiarando che la scelta degli abbinamenti fosse casuale. Nel più recente Webdings i caratteri "NYC" vengono sostituiti da un occhio, un cuore e la vista della città (), simbolismo canonico per dire "io amo New York.

## Applicazioni esterne popolari
Il font Wingdings è stato usato da Toby Fox per il personaggio segreto W. D. Gaster nel suo videogioco Undertale.